# 愛LOVEナッキー
『愛LOVEナッキー』（あいラブナッキー）は、1980年3月19日から同年10月29日まで、TBS系列（信越放送、北陸放送、熊本放送を除く）で放送されたテレビドラマである。放送時間は毎週水曜19:30 - 20:00 (JST) 。全22話。

## 概要
前番組『ナッキーはつむじ風』の続編として制作された。高校を卒業し、社会人となった夏樹の日常と奮闘を描く。主人公は、前作の正義感の強い女子高校生・星野夏樹から、「毎朝新聞社」の子供向け新聞「ジュニア・ジャーナル」編集部へ入社したばかりの北海道出身の女性・森下夏樹となり、前作との直接的な連続性はなくなっている。主人公を演じた榊原郁恵はこのドラマのために、放送開始直前の1980年2月に原付バイクの免許を取得し、「一歩だけ大人の雰囲気の役作りをした」とコメントしている。

## 主なキャスト
- 森下夏樹 - 榊原郁恵
- 大林信人 - 宮脇康之
- 村上茂樹 - 京本政樹
- 田沢吾朗 - 黒部幸英
- 樹山絵美子 - 大和田りつ子……ベテラン女性記者
- 熊野編集長 - 草薙幸二郎
- 森下圭一（夏樹の弟） - 古川聡
- 森下政之助（夏樹のおじ・寿司屋の主人） - 小林昭二
- 森下春（夏樹のおば） - 真屋順子
- 村上源之助 （茂樹の父） - 南利明

ほか

## スタッフ
- プロデューサー - 黒田正司（東宝）、新江幸生（東宝）、小田信吾（ホリプロ）、鈴野尚志（TBS）
- 脚本 - 田口耕三（担当回……#1、#2、#3、#6、#9 など）、加瀬高之（担当回……#5、#7 など）、西条道彦（担当回……#10　など） ほか
- 音楽 - 青山八郎
- 監督 - 石田勝心（担当回……#1、#2、#3 など）、日高武治（担当回……#5、#6、#7 など）、大槻義一（担当回……#9、#10 など） ほか
- 制作 - 東宝、TBS、ホリプロダクション

## 主題歌・挿入歌
主題歌
- ｢夢みる想い｣（歌：榊原郁恵）
  - 作詞・作曲：佐々木勉／編曲：戸塚修

挿入歌
- 「ラスト・ラブ」（歌：榊原郁恵）
  - 作詞・作曲：佐々木勉／編曲：戸塚修

## サブタイトル
※ゲスト名の後ろのカッコ内は役名
1. 嵐にのって初出社 （1980年3月19日）
2. 一本勝負はライバルと （3月26日 ゲスト - 太宰久雄（太宰 ＝ 圭一の学校の数学教師））
3. 町内戦争・草野球 （4月9日）
4. 幻の小さな動物 （4月16日）
5. 心もからだも豊かにいこう! （4月23日）
6. 人も刃物も使いよう （4月30日 ゲスト - 和栗正明（道夫））
7. 特ダネはハートでつかめ! （5月7日 ゲスト - 宮下正則（西村））
8. ゴマスリ作戦大成功! （5月14日）
9. 初ボーナスで大暴走 （5月21日 ゲスト - 田村幸司（一平））
10. 歩行者天国捕物帳!? （5月28日）
11. 博多ッ子参上 （6月18日 ゲスト - 桜京美）
12. 一日保母さん体験記 （6月25日）
13. C調!初恋練習曲 （7月2日 ゲスト - 野口ふみえ、浦崎真之夫）
14. 真夏の夜の幽霊退治! （7月9日）
15. 頑張れ!ゲンコツ先生 （7月16日）
16. 危険な恋!マリモは知っていた （7月23日）
17. 大追跡!阿寒湖畔の誘拐事件 （7月30日）
18. 黒幕なんかこわくない （8月6日）
19. 花の中年・落ちこぼれ （8月13日）
20. 初体験!旅は道連れ親子連れ （8月20日）
21. 翔んだ女房に捨てられて! （9月3日）
22. UFOだ!宇宙人になっちゃった （9月10日）
23. ビルの谷間の青空天使 （10月8日）
24. 現金に口を出すな! （10月15日 ゲスト - 加藤和夫、倉沢満夫）
25. 花嫁はウサギちゃん （10月22日）
26. ああ、ナッキーはつむじ風 （10月29日 ゲスト - 佐藤オリエ（石丸百合子））

| TBS系 水曜19時台後半枠 | TBS系 水曜19時台後半枠 | TBS系 水曜19時台後半枠 |
| 前番組                 | 番組名                 | 次番組                 |
| ---------------------- | ---------------------- | ---------------------- |
| ナッキーはつむじ風     | 愛LOVEナッキー         | GOGO! チアガール       |